# Clan Balog
Pour les articles homonymes, voir Balog et Balogh.
Le clan Balog ou Balogh (en hongrois : Balog nemzetség) était le nom d'une ancienne gens - clan - magyare. 

## Histoire
Le clan Balog remonte à Altmann von Friedberg, chevalier Saxon qui immigra en Hongrie sous le règne de Pierre de Hongrie (1044–1046). Paul Balog fut évêque de Pécs (1293–1306). Les branches familiales se sont étendues au cours des siècles à toute la Hongrie, puis dans l'empire d'Autriche et la Monarchie austro-hongroise.
De ce clan sont issues les familles suivantes :
- Famille Derencsényi
- Famille Szécsi
- Famille Balog de Manko Bück
- Famille Balogh de Galántha